# 1844 Susilva
1844 Susilva eller 1972 UB är en asteroid i huvudbältet som upptäcktes den 30 oktober 1972 av den Schweiziska astronomen Paul Wild vid Observatorium Zimmerwald. Den har fått sitt namn efter Susi Petit–Pierre.
Asteroiden har en diameter på ungefär 26 kilometer och den tillhör asteroidgruppen Eos.